# Imisław ze Służewa
Imisław ze Służewa (zm. po 14 października 1314) – brat kasztelana kruszwickiego Chebdy ze Służewa, brat stryjeczny wojewody brzeskiego Bronisza ze Służewa i prawdopodobnie wojewody inowrocławskiego Jarosława z Łojewa, pochodził z rycerskiego rodu Pomianów. Jedyny znany z imienia, a zarazem ostatni piastujący urząd kasztelana michałowskiego, występujący z tym tytułem tylko w dokumencie z 15 marca 1306. Imisław sprzedał (wraz z bratem — Chebdą) klasztorowi Cystersów z Byszewa 15 marca 1306 wieś Trzeciewiec oraz część Jelitowa, za które otrzymali według dokumentu z 27 maja tegoż roku 100 grzywien. Przy dokumencie z maja zachował się znak kreskowy (zapewne Imisława) — ‡/‡. Był również osobą, która wymieniana jest na dwóch dokumentach zatwierdzających sprzedaż obu powyższych wsi Cystersom — pierwszego z 14 marca 1314 braci Leszka i Przemysła Ziemomysłowiców oraz drugiego z 12 października tegoż roku wydanym przez starszego z braci-książąt, Leszka. Jego śmierć nastąpiła po tej drugiej dacie.
Prawdopodobnie jego synami byli Andrzej oraz Ligaszcz. Ten pierwszy wraz z synem Ligaszcza (który zmarł zapewne wcześniej), Adamem procesowali się z byszewskimi Cystersami o Trzeciewiec. Wyrok w tej sprawie zatwierdził dokumentem datowanym na 19 marca 1348 w Inowrocławiu król Polski Kazimierz III Wielki.